# Mikołajowice (województwo dolnośląskie)

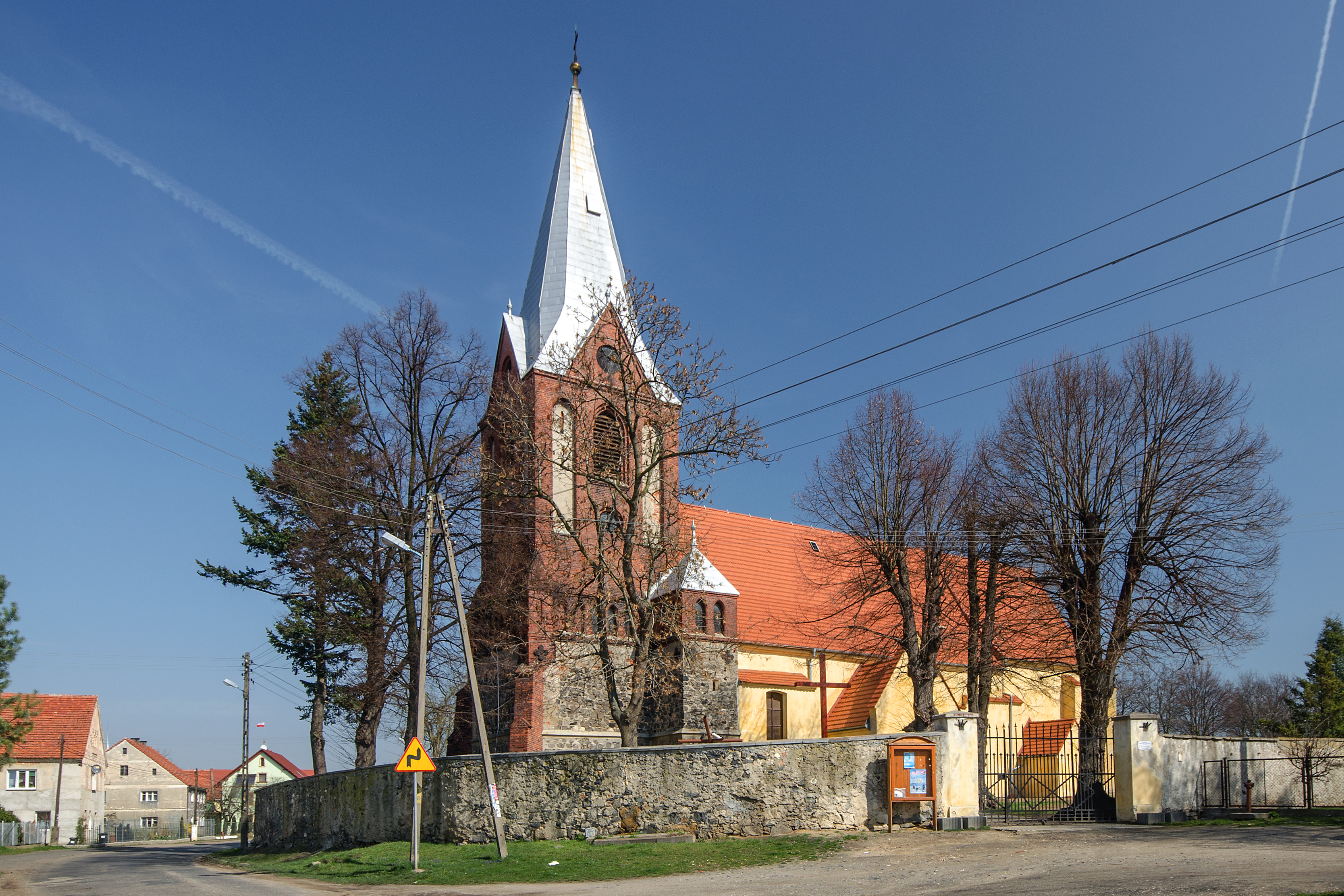
Kościół Matki Boskiej Częstochowskiej w Mikołajowicach

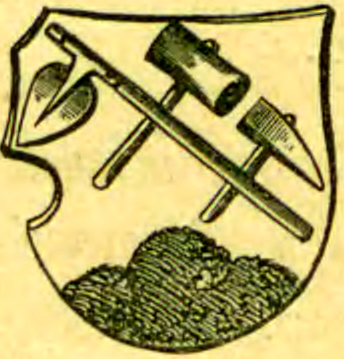
Historyczny herb Mikołajowic

Mikołajowice (niem. Nikolstadt) – wieś (dawniej miasto) w Polsce położona w województwie dolnośląskim, w powiecie legnickim, w gminie Legnickie Pole.
Mikołajowice uzyskały lokację miejską w 1345 roku, zdegradowane przed 1700 rokiem.

## Podział administracyjny
W latach 1975–1998 miejscowość administracyjnie należała do województwa legnickiego.

## Nazwa
Dawniej miasto zwane Nicolo Civitas (latin) lub Nickolstadt (niem.)
W roku 1613 śląski regionalista i historyk Mikołaj Henel z Prudnika wymienił miejscowość w swoim dziele o geografii Śląska pt. Silesiographia podając jej łacińską nazwę: Nicolopolis. Szwajcarski kartograf i geograf Mateusz Merian w swoim dziele Topographia wydanym w roku 1650 podaje dwie zgermanizowane formy nazwy miejscowości: Nicklasstat oraz Niklstatt.

## Historia

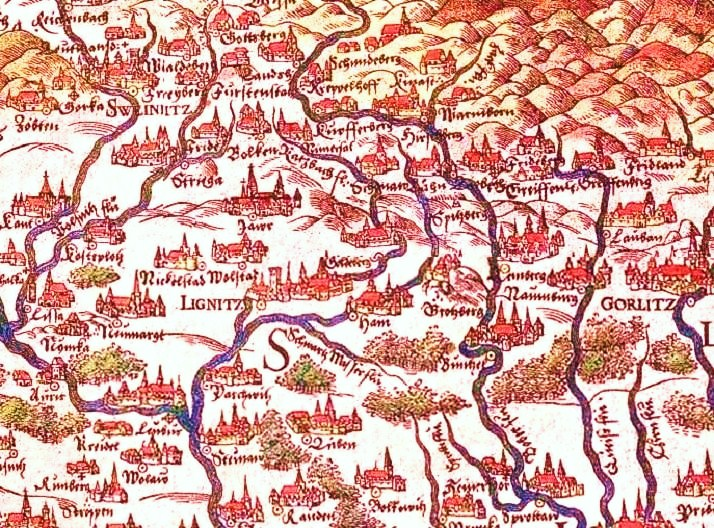
Miasto Mikołajowice (Nikolstadt) na mapie Dolnego Śląska z roku 1561 (na lewo od linii Jawora/Jauer- Legnica/Lignitz)

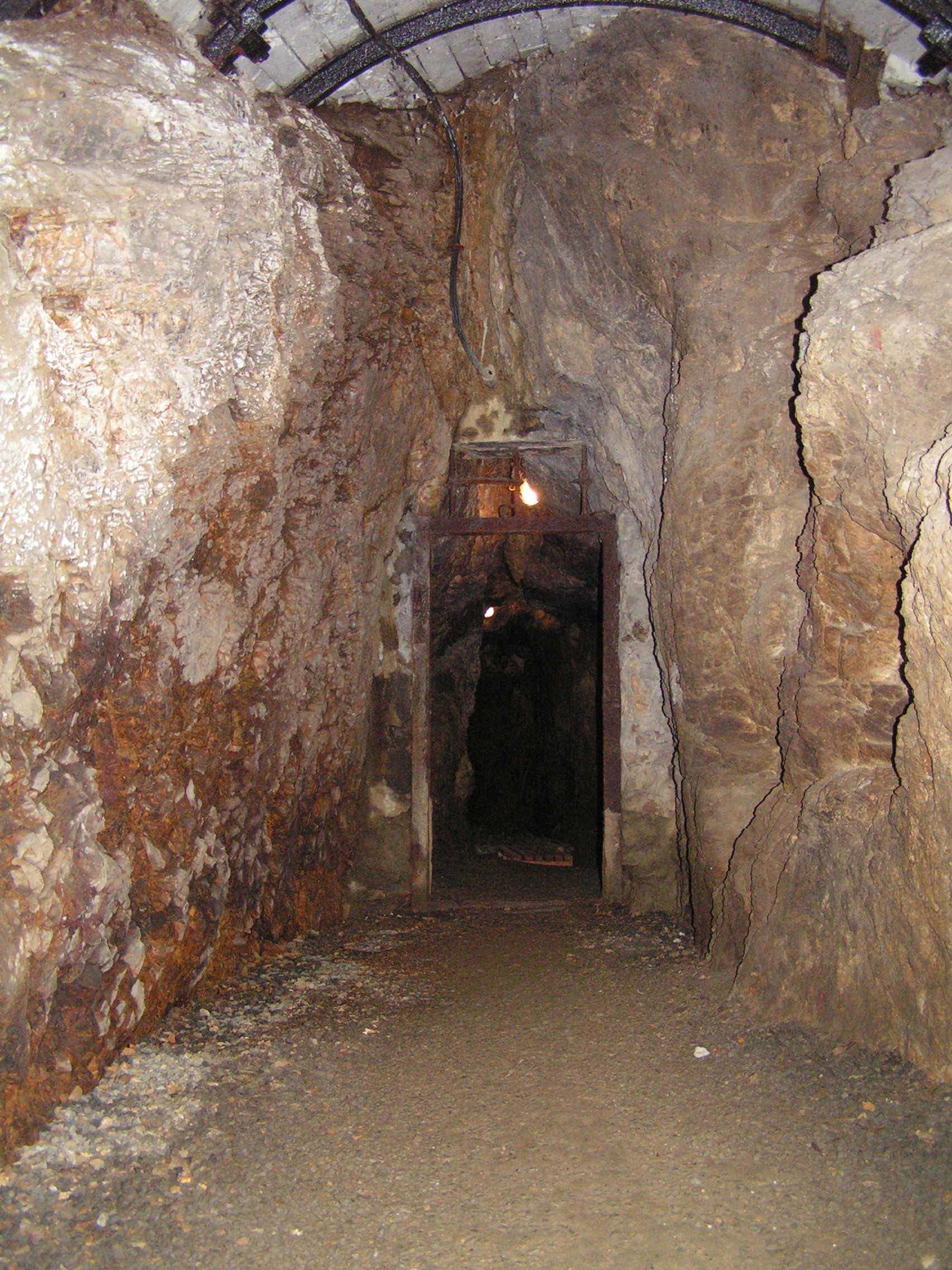
Przykładowe wnętrze średniowiecznej kopalni złota

W związku z rozwojem górnictwa złota w południowej części księstwa legnickiego i licznym dochodom, które ta gałąź gospodarki przynosiła władcom, postanowiono eksplorować pod kątem poszukiwania złóż rubieże księstwa położone blisko granicy księstwa jaworskiego.
Pośród wzgórz do strony południowej do państwa wpływał Wierzbiak, który znany był już ze złotonośnych piasków. Te rzeczne złoża występowały właśnie w pobliżu miejsca, gdzie jego wody wpływały na ziemię legnicką. Po pewnym czasie wieści o kruszcu odnajdywanym w tym miejscu dotarły na rozrzutny finansowo dwór książęcy. 

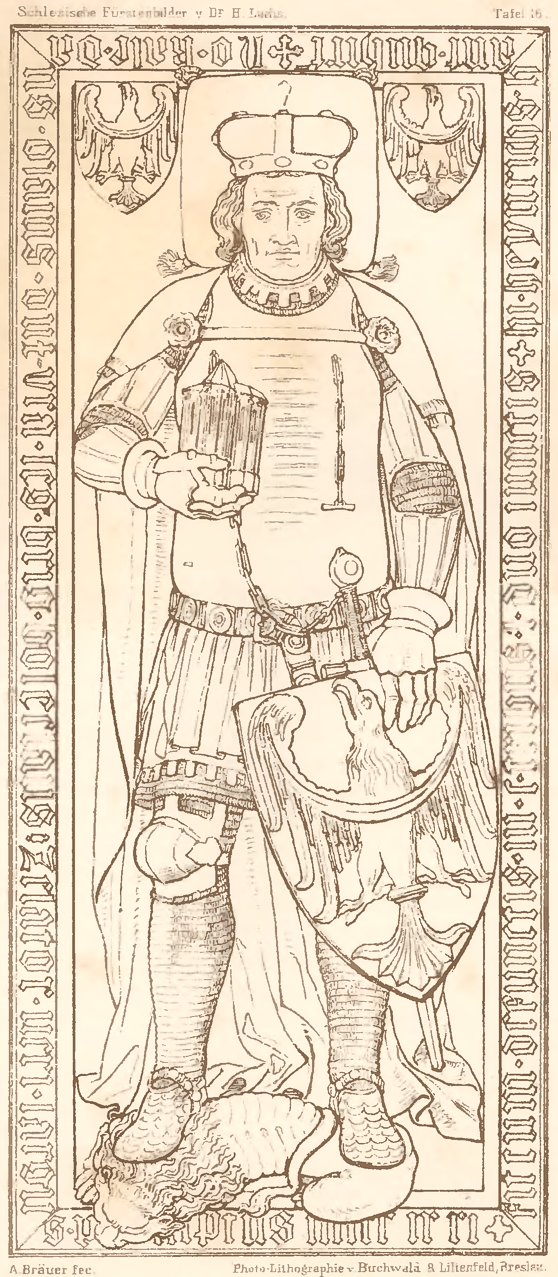
Mikołajowickie złoto miało pomóc w spłacie długów Bolesława III Rozrzutnego

Władza uznała, że warto za przykładem złotoryjskim przeprowadzić poszukiwanie kruszcu pośród wzgórz, między którymi przepływała rzeka. Mikołajowickie złoto miało pomóc w spłacie długów Bolesława III Rozrzutnego. Udało się je znaleźć niedaleko Wierzbiaka. W związku z tym odkryciem w krótkim czasie uruchomiono kopalnię. W jej pobliżu szybko zaczęła powstawać osada określana jako Nicolosdorf civitas nova. 
Książę Wacław I, aby przyśpieszyć jeszcze rozwój Mikołajowic, nadał im w roku 1345 przywileje miejskie. Rosnące wydobycie kopalni sprawiło, że miasteczko górnicze rozwijało się bardzo szybko. Znaczenie osady rosło, zaczynało w nim funkcjonować coraz więcej rzemieślników, tak że książę postanowił dla zrównoważonego i spokojnego rozwoju miejscowości nadać przywileje cechowe.
Legnica coraz bardziej odczuwała konkurencję Mikołajowic, której istnienie w pobliżu granicy wpływało na przesunięcie się szlaków handlowych co zagrażało patrycjatowi legnickiemu. Sytuacja konfliktu między bogaczami legnickimi a księciem zaogniała się. W księstwie w latach 1352-1359 toczyła się wojna o władzę pomiędzy Wacławem a jego bratem Ludwikiem I. Pragnący utrzymać się u władzy Wacław nie mógł pozwolić na przeciwstawienie sobie mieszczan silnej Legnicy. W tym też czasie produkcja złota w miejscowej kopalni słabła i w ciągu blisko 20 lat eksploatacji ruda złota była na wyczerpaniu, co sprawiało, że znaczenie Mikołajowic jako ośrodka górnictwa stawało się niewielkie, mimo tego prężnie rozwijający się handel i rzemiosło stanowiło nadal o sile miejscowości.
Mikołajowice jednak nie mogły równać się z potęgą polityczną, jaką dysponowała Legnica, w związku z tym po latach nalegań i szantaży książę pozbawił nowe miasto swego państwa Mikołajowice wcześniej nadanych przywilejów. Prawdopodobnie taka decyzja podyktowana była doraźnym zyskiem politycznym rządzącego w owych niestabilnych w księstwie czasach. 
Świadectwem przeszłości jest w Mikołajowicach średniowieczny lokacyjny układ ulic.
Odnajdujemy tam rynek z przyległymi i równoległymi do niego uliczkami oraz kościół w podobnym położeniu względem głównego placu jak w Środzie Śląskiej. 
W 1404 roku próbowano wznowić wydobycie złota, jednak było go zbyt mało. Wraz z przejęciem przez władców Austrii księstwa legnickiego zwyczajowe traktowanie Mikołajowic jako miasta zostało zaprzestane. Jedynie sołtysi miejscowości do 1945 r. tradycyjnie zwani byli przez mieszkańców burmistrzami. 

## Demografia
| Rok                | 1789 | 1825 | 1905 | 1939 | 2011 | 2017 |
| Liczba mieszkańców | 422  | 488  | 534  | 440  | 384  | 350  |

## Zabytki
Do wojewódzkiego rejestru zabytków wpisany jest:
- kościół filialny pw. Matki Boskiej Częstochowskiej, z XV w., przebudowany w XIX w.